# Municipio de Jackson (condado de Hardin, Ohio)
El municipio de Jackson (en inglés: Jackson Township) es un municipio ubicado en el condado de Hardin en el estado estadounidense de Ohio. En el año 2010 tenía una población de 2098 habitantes y una densidad poblacional de 32,02 personas por km².

## Geografía
El municipio de Jackson se encuentra ubicado en las coordenadas 40°46′28″N 83°32′12″O / 40.77444, -83.53667. Según la Oficina del Censo de los Estados Unidos, el municipio tiene una superficie total de 65.53 km², de la cual 65,53 km² corresponden a tierra firme y (0 %) 0 km² es agua.

## Demografía
Según el censo de 2010, había 2098 personas residiendo en el municipio de Jackson. La densidad de población era de 32,02 hab./km². De los 2098 habitantes, el municipio de Jackson estaba compuesto por el 98,24 % blancos, el 0,43 % eran afroamericanos, el 0,05 % eran amerindios, el 0,19 % eran de otras razas y el 1,1 % eran de una mezcla de razas. Del total de la población el 1,1 % eran hispanos o latinos de cualquier raza.